# 춘우재고택
춘우재고택(春雨齋古宅)은 대한민국 경상북도 예천군 용문면 제곡리에 있는 고택이다. 1993년 11월 30일 경상북도의 민속문화재 제102호로 지정되었다.

## 지정 사유
안동 권씨 복야공파의 시조 권수홍의 10대손이며, 권의의 손자인 참봉 권진(1568∼1620)이 세웠다.
집의 이름은 권진의 호에서 따온 것으로, 앞면 5칸·옆면 7칸인 ㅁ자형 안채와 앞면 3칸·옆면 2칸인 사당이 평면으로 배치되어 있다.
조선시대 이 지방의 전형적인 중·상류 민가의 유형을 지니고 있는 건물이다.

## 참고 문헌
- 춘우재고택 - 국가유산청 국가유산포털